# 万城たかし
万城 たかし（まき たかし、1951年2月15日 - ）は、日本の作詞家。一般社団法人 日本作詩家協会 常務理事。⼀般社団法⼈ ⽇本⾳楽著作権協会 監事。岩手県一関市出身。本名、菅原隆行（すがわら たかゆき）。
福田こうへい 「天竜流し」で2018年第51回日本作詩大賞受賞。

## 受賞歴
- 1989年5月18日「冬しぐれ」ヒット奨励賞　唄：青木てるみ（現・水貴かおり）
- 1996年3月28日「雪国恋人形」ゴールド賞　唄：野中彩央里（現・野中さおり）
- 2003年5月20日「北国そだち」ヒット賞　唄：若原ひろし（現・若原りょう）
- 2006年2月14日「銭五の海」ヒット賞　唄：鳥羽一郎
- 2009年3月20日「片瀬舟」ゴールド賞　唄：角川博
- 2018年2月15日「天竜流し」プラチナ賞　唄：福田こうへい（第51回日本作詩大賞 受賞）
- 2019年2月15日「ふたりの始発駅」ヒット賞　唄：一条貫太
- 2020年2月21日「やんちゃ船」ヒット賞　唄：一条貫太
- 2020年2月21日「望郷さんさ」ヒット賞　唄：津吹みゆ
- 2021年12月4日「かんべんナ」第54回日本作詩大賞ノミネート　唄：福田こうへい
- 2024年2月29日「男の漁場」　ヒット賞　唄：一条貫太

## 主要作品
- 春日八郎
  - ふるさと便り
- 鳥羽一郎
  - 男のかぞえ唄
  - まぐろ船
  - 石ころの唄
  - 浪漫ちっく東京
  - 裏と表のブルース
  - 銭五の海
  - 土佐のかつお船
- 千昌夫
  - 屋台
- 角川博
  - 片瀬舟
- 西方裕之
  - おまえひとりさ
  - 男の酒場
- 福田こうへい
  - 天竜流し
  - ふるさと山河
  - かんべんナ
  - 越後平野
  - 北風よ…
  - 十六夜鴉
  - みちのく祭り唄
  - 匠～たくみ～
  - 母ちゃん待ってる終列車
- 桂竜士
  - 酒一夜
  - 津軽十三湊
  - 津軽…一絃の糸
- 千葉一夫
  - 出雲路ひとり
- 氷川きよし
  - 黒潮海流
- 一条貫太
  - 旅路の先に
  - 北の流れ星
  - 酒場の花
  - 女のいのち
  - 桃太郎一代記
  - 走れ！桃太郎
  - いのちの花
  - 大原はだか祭り
  - 北海の篝火
  - 男の夜曲
  - やんちゃ船
  - 真赤な友情
  - ふたりの始発駅
  - 潮風列車
  - 男の漁場
  - 徒然酒
  - 大漁太鼓
  - 凪か嵐か
  - 貫太のどっこいソーラン
- 羽鳥新ノ介
  - 雨よ恋よ
  - 望郷かぐや姫
- 北野まち子
  - 夫婦すごろく
- 野中さおり
  - 陽だまり坂
  - 夏雪草
  - 雪国恋人形
  - 千鳥草
- 野中さおり＆古賀あゆみ
  - デュオ女友達
- 市川由紀乃
  - 小桜おせん
  - 月の渡り鳥
- 永井裕子　
  - 夜泣酒
  - 刈干キリキリ
  - 帰ろうか
  - 雪國ひとり
  - 越前泣き岬
  - 雨夜譚〜渋沢栄一伝〜
  - 華と咲け
  - 男の道しるべ
  - 越前泣き岬
  - おんなの花道
  - 雨夜譚〜渋沢栄一伝〜2024
- なでしこ姉妹
  - よされ恋唄
- 水城なつみ
  - 津軽の風笛
  - みちのく恋唄
  - 江差恋しぐれ
  - 帰って来やれ
- 丘みどり
  - 女の花吹雪
- 津吹みゆ
  - 夕霧の月
  - 嫁入り峠
  - らっせら吹雪
  - みちのく恋桜
  - すみれの恋
  - 望郷さんさ
  - 由良川恋文
- 水貴かおり
  - 海峡みれん
  - くれない酒場
  - 天まであがれ
  - みちのく舟唄
  - 佞武多おんな節
  - 母ちゃんて呼んでみたい
  - 女の雪月花
  - 他人情話
- 本間愛音　　 
  - 北の海節
  - 青森挽歌
- 奈良崎正明　 
  - 水戸街道　
  - あぁ恋瀬川
- みやま健二　 
  - 男龍
  - 浪花ちょうちん
- 石橋美彩
  - 細うで一代記
  - 夜流し蝶々
  - 路地裏酒場